# Beerhof
Beerhof ist ein Gemeindeteil der Gemeinde Speichersdorf im Landkreis Bayreuth (Oberfranken, Bayern). Beerhof liegt in der Gemarkung Haidenaab.

## Lage
Der Weiler ist allseits von Weihern umgeben, im Norden sind diese Teil des Naturschutzgebiets Haidenaabtal und Gabellohe. Eine Gemeindeverbindungsstraße führt nach Haidenaab (1,7 km westlich) bzw. zu Anwesen der Streusiedlung Gabellohe (1,2 km östlich).

## Geschichte
Der Ort wurde im Herzoglichen Urbar von 1285 als „Bernhof“ erstmals urkundlich erwähnt.  Das Hochgericht stand dem Kurfürstlichen Landrichteramt Waldeck-Kemnath zu. Die Grundherrschaft über die Anwesen hatte das Kastenamt Kemnath (3. Viertel: Oberndorfer Gezirk). 1792 gab es in Beerhof zwei Untertanen auf zwei Anwesen (2 je 1⁄2 Hoffuß).
Mit dem Gemeindeedikt wurde Beerhof dem 1808 gebildeten Steuerdistrikt Haidenaab und der wenig später gebildeten Ruralgemeinde Haidenaab zugewiesen. Im Zuge der Gebietsreform in Bayern wurde Beerhof am 1. Januar 1972 nach Speichersdorf eingemeindet.